# Minnah Karlsson (album)
Minnah Karlsson er et coveralbum af Minnah Karlsson. På albummet findes sange, som hun har optrådt med i den svenske Idol 2010.
Albummet blev udgivet den 19. december 2010.
Adam Lambert har rost Minnah Karlsson for hendes kopiudgave af hans sang "Whataya Want From Me", der også er at finde på albummet.

## Sangene på albummet
Albummets sange er alle coverversioner. Den oprindelige kunstner er anført i parentes.
1. "Whataya Want From Me" (Adam Lambert)
2. "Twist And Shout " (The Beatles)
3. "Just the Way You Are" (Bruno Mars)
4. "Always On My Mind " (Elvis Presley)
5. "Calleth You, Cometh I" (The Ark)
6. "Total Eclipse of the Heart" (Bonnie Tyler)
7. "When Love Takes Over" (David Guetta og Kelly Rowland)
8. "(Everything I Do) I Do It for You" (Bryan Adams)
9. "Alone" (Heart)
10. "Piece Of My Heart" (Beverley Knight)
11. "Not ready to make Nice" (Dixie Chicks)